# João Caldeira Brant
Jan van Brabant (Antuérpia 10 de março de 1643 - Lisboa,?), foi filho de Paul van Brabant e de Cornélia Keteler. Descendente dos duques de Brabante, foi o patriarca da família Caldeira Brant.
Quando mudou-se da Bélgica a Portugal a fim de exercer o cargo de cônsul em Lisboa, adotou o nome materno, Keteler, e o traduziu para a Língua Portuguesa como Caldeira. Adaptou, igualmente, o nome Brabant para Brant. Naturalizou-se português, assim, sob o nome de João Caldeira Brant.
De seu casamento com Maria Anna de Sousa Coutinho, iniciou-se a família Caldeira Brant, que através de seus descendentes transplantou-se no Brasil, onde teve grande importância histórica e é numerosa.
Foi pai de  Ambrósio Caldeira Brant, entre outros.